# Alexandre Moyard
Alexandre Joseph Moyard (Doornik, 6 februari 1786 - Schaarbeek, 26 januari 1862) was een Zuid-Nederlands edelman en officier.

## Levensloop
Hij was een zoon van Pierre-Charles Moyard en van Catherine de la Censerie. Hij doorliep een militaire carrière tot aan de graad van kolonel bij de cavalerie en werd provinciecommandant.
In 1827, onder het Verenigd Koninkrijk der Nederlanden, werd hij opgenomen in de erfelijke adel. In 1843 werd hem de titel ridder toegekend, overdraagbaar op alle mannelijke afstammelingen.
Hij trouwde in 1826 met Jeanne Thijm (1800-1834). Ze hadden een enige zoon, Alexandre-James Moyard (1828-1907), ambassadesecretaris, die trouwde met Antoinette Ordinaire dit Desessarts (1832-1911). Ze hadden een zoon en een dochter, maar zonder verdere afstamming. Bij de dood van de zoon in 1951 doofde de familie uit.